# دراكار كلوزه
دراكار دون كلوزه (بالإنجليزية: Drakkar Don Klose؛ مواليد 9 مارس 1988) هو مُقاتل فنون قتالية مختلطة أمريكي.

## وصلات خارجية
- دراكار كلوزه على موقع يو إف سي (الإنجليزية)
- دراكار كلوزه على موقع شيردوغ (الإنجليزية)
- دراكار كلوزه على موقع Tapology.com (الإنجليزية)
- دراكار كلوزه على موقع IMDb (الإنجليزية)